# Le Trésor du pendu
Pour plus de détails, voir Fiche technique et Distribution.
Le Trésor du pendu (titre original : The Law and Jake Wade) est un western américain réalisé par John Sturges, sorti en 1958.

## Synopsis
Un ancien hors-la-loi, Jack Wade, devenu shérif affronte son ancien complice, Clint Hollister, qui veut récupérer le butin de l'attaque d'une banque caché dans une ville fantôme. Pour cela Hollister, avec quatre complices, enlève Wade et sa fiancée pour qu'ils leur montrent où se trouve l'argent.

## Fiche technique
- Titre original : The Law and Jake Wade
- Titre français : Le Trésor du pendu
- Réalisation : John Sturges
- Scénario : William Bowers d'après le roman de Marvin H. Albert The Law and Jake Wade
- Image : Robert Surtees
- Pays d'origine :  États-Unis
- Genre : Western
- Durée : 86 minutes
- Dates de sortie :
  - États-Unis : 6 juin 1958
  - France : 9 janvier 1959

## Distribution
- Robert Taylor  (V.F. : Jean Davy) : Jake Wade
- Richard Widmark  (V.F. : Jean Claudio) : Clint Hollister
- Patricia Owens  (V.F. : Jeanine Freson) : Peggy Carter
- Robert Middleton  (V.F. : Serge Nadaud) : Ortero
- Henry Silva  (V.F. : Roger Rudel) : Rennie
- DeForest Kelley  (V.F. : Serge Sauvion) : Wexler
- Burt Douglas  (V.F. : Jacques Deschamps) : le lieutenant
- Eddie Firestone  (V.F. : Pierre Leproux) : Burke
- Richard E. Cutting  (V.F. : Lucien Bryonne) : Luke
- Rory Mallinson (non crédité) : un shérif-adjoint

Cascades
Jack N. Young